# LCFA Femení 2016
La LCFA Femení 2016 è la 9ª edizione del campionato di football americano femminile, organizzato dalla FCFA.

## Squadre partecipanti
| Club                 | Città                     | Stadio | Sponsor ufficiale | Risultato nella stagione 2020 |
| -------------------- | ------------------------- | ------ | ----------------- | ----------------------------- |
| Badalona Dracs       | Badalona                  |        |                   |                               |
| Barberá Rookies      | Barberà del Vallès        |        |                   |                               |
| Barcelona Búfals     | Barcellona                |        |                   |                               |
| L'Hospitalet Pioners | L'Hospitalet de Llobregat |        |                   |                               |
| Terrassa Reds        | Terrassa                  |        |                   |                               |

## Stagione regolare

### Calendario

#### 1ª giornata
| 24 gennaio 2021 | L'Hospitalet Pioners | 48 – 0 | Badalona Dracs |  |

| 24 gennaio 2021 | Terrassa Reds | 2 – 8 | Barcelona Búfals |  |

#### 2ª giornata
| 14 febbraio 2016 | Barberá Rookies | 16 – 6 | L'Hospitalet Pioners |  |

| 14 febbraio 2016 | Badalona Dracs | 0 – 34 | Barcelona Búfals |  |

#### 3ª giornata
| 6 marzo 2016 | Barcelona Búfals | 18 – 8 | L'Hospitalet Pioners |  |

| 6 marzo 2016 | Terrassa Reds | 0 – 26 | Barberá Rookies |  |

#### 4ª giornata
| 10 aprile 2016 | Barcelona Búfals | 20 – 12 | Barberá Rookies |  |

| 10 aprile 2016 | Terrassa Reds | 28 – 0 | Badalona Dracs |  |

#### 5ª giornata
| 15 maggio 2016 | Barberá Rookies | 52 – 0 | Badalona Dracs |  |

| 15 maggio 2016 | L'Hospitalet Pioners | 36 – 6 | Terrassa Reds |  |

### Classifica
La classifica della regular season è la seguente:
- PCT = percentuale di vittorie, G = partite giocate, V = partite vinte,  P = partite perse, PF = punti fatti, PS = punti subiti

| Pos. | Squadra              | PCT   | G | V | N | P | PF  | PS  |
| ---- | -------------------- | ----- | - | - | - | - | --- | --- |
| 1    | Barcelona Búfals     | 1.000 | 4 | 4 | 0 | 0 | 80  | 22  |
| 2    | Barberá Rookies      | .750  | 4 | 3 | 0 | 1 | 106 | 26  |
| 3    | L'Hospitalet Pioners | .500  | 4 | 2 | 0 | 2 | 98  | 40  |
| 4    | Terrassa Reds        | .250  | 4 | 1 | 0 | 3 | 36  | 70  |
| 5    | Badalona Dracs       | .000  | 4 | 0 | 0 | 4 | 0   | 162 |

## Playoff

### Tabellone
|  | Semifinali | Semifinali           | Semifinali      |                 |                  | IX Finale            | IX Finale            | IX Finale            |  |
|  |            |                      |                 |                 |                  |                      |                      |                      |  |
|  | 1          | Barcelona Búfals     | 18              |                 |                  |                      |                      |                      |  |
|  | 1          | Barcelona Búfals     | 18              |                 |                  |                      |                      |                      |  |
|  | 5          | Badalona Dracs       | 6               |                 |                  |                      |                      |                      |  |
|  | 5          | Badalona Dracs       | 6               |                 | Barcelona Búfals | Barcelona Búfals     | 6                    |                      |  |
|  |            |                      |                 |                 | Barcelona Búfals | Barcelona Búfals     | 6                    |                      |  |
|  |            |                      | Barberá Rookies | Barberá Rookies | 36               |                      |                      |                      |  |
|  | 2          | Barberá Rookies      | Barberá Rookies | Barberá Rookies | 36               | 43                   |                      |                      |  |
|  | 2          | Barberá Rookies      |                 |                 |                  | 43                   |                      |                      |  |
|  | 3          | L'Hospitalet Pioners | 12              |                 |                  | Finale 3º - 4º posto | Finale 3º - 4º posto | Finale 3º - 4º posto |  |
|  | 3          | L'Hospitalet Pioners | 12              |                 |                  |                      |                      |                      |  |
|  |            |                      |                 |                 |                  |                      |                      |                      |  |
|  |            |                      |                 |                 |                  | Badalona Dracs       | Badalona Dracs       | 0                    |  |
|  |            |                      |                 |                 |                  | Badalona Dracs       | Badalona Dracs       | 0                    |  |
|  |            |                      |                 |                 |                  | L'Hospitalet Pioners | L'Hospitalet Pioners | 37                   |  |

### Semifinali
| 29 maggio 2016 | Barcelona Búfals | 18 – 6 | Badalona Dracs |  |

| 29 maggio 2016 | Barberá Rookies | 43 – 12 | L'Hospitalet Pioners |  |

### Finale 3º - 4º posto
| 29 maggio 2016 | L'Hospitalet Pioners | 37 – 0 | Badalona Dracs |  |

### IX Final de la LCFA Femení
| 29 maggio 2016, ore 14:45 | Barcelona Búfals | 6 – 36 | Barberá Rookies |  |

## Verdetti
- Barberá Rookies Campionesse della LCFA Femení